# Sede titolare di Tolemaide di Fenicia dei Maroniti
Tolemaide di Fenicia dei Maroniti (in latino: Ptolemaidensis in Phoenicia Maronitarum) è una sede titolare vescovile della Chiesa cattolica.
Di fatto la sede titolare è un doppione della sede residenziale maronita dell'arcieparchia di Haifa e Terra Santa, il cui nome latino è Ptolemaidensis Maronitarum in Terra Sancta.
Dal 15 giugno 2019 il vescovo titolare è Antoine Aukar, O.A.M., vescovo di curia del patriarcato di Antiochia dei Maroniti.

## Cronotassi dei vescovi titolari
- Gabriele † (menzionato nel 1743)[2]
- Youhanna Helou † (1786 consacrato - 19 dicembre 1814 confermato patriarca di Antiochia dei Maroniti)
- Toubia Aoun † (19 marzo 1841 - 31 dicembre 1844 nominato arcieparca di Beirut)[3]
- Luigi Giuseppe El-Khazen † (23 febbraio 1919 - 22 febbraio 1933 deceduto)
- Camille Zaidan † (13 agosto 2011 - 16 giugno 2012 nominato arcieparca di Antélias)
- Joseph Mouawad (16 giugno 2012 - 14 marzo 2015 nominato eparca di Zahleh)
- Paul Abdel Sater (28 luglio 2015[4] - 15 giugno 2019 nominato arcieparca di Beirut dei Maroniti)
- Antoine Aukar, O.A.M., dal 15 giugno 2019